# 엘리노어 휘트니
엘리노어 휘트니(Eleanore Whitney, 1917년 4월 12일 ~ 1983년 11월 1일)는 미국의 배우, 댄서, 영화배우이다.
클리블랜드에서 태어났으며 뉴욕에서 사망하였다.

## 영화
- 콜리지 홀리데이 (1936년)
- 빅 브로드캐스트 오브 1937 (1936년)
- 더 빅 브로드캐스트 오브 1936 (1935년)